# Platystele adelphe
Platystele adelphe är en orkidéart som beskrevs av Carlyle August Luer och Alexander Charles Hirtz. Platystele adelphe ingår i släktet Platystele och familjen orkidéer. Inga underarter finns listade i Catalogue of Life.